# Dinastia Kakatiya
La dinastia Kakatiya (o dels Kakatiyes) fou una dinastia índia del sud la capital de la qual fou Orugallu, ara coneguda com a Warangal. Fou finalment conquerit pel Sultanat de Delhi.
La caiguda de la dinastia Kakatiya va resultar en confusió i anarquia sota governants estranger per algun temps. Tres nou regnes van sorgir de les ruïnes de l'imperi Kakatiya: la dinastia Reddy, els nayaks de Padma o Recherla (amb la comunitat Velama) i el gran imperi de Vijayanagar.

## Origen
Són esmentat per primer cop a la inscripció de Magallu (950) emesa per Danarnava, governant Chalukya; en ella explica que el kakatya Gundyana era el besnet de Gundiya Rashtrakuta. Eriya Rashtrakuta era el fill d'aquest i Betiya el fill d'Eriya. Danarnava va ocupar el regne de Vengi amb l'ajut de Krishna III Rashtrakuta. A canvi de l'ajut del cap militar raixtrakuta Gundyana i per complaure'l, Danarnava l va cedir la població de Magallu (Agraharam) a un brahmin i va emetre la inscripció Magallu. Aquest Gundyana torna a ser esmentat en una inscripció de 1250 al tanc d'aigua de Bayyaram, feta per Mylamba, germana petita del rei kakatiya Ganapati; Mylamba esmenta que l'origen de la dinastia fou Venna Bhupati, membre de la casta sudra, i que la seva família foren hereus dels kakatiyes.

## El nom
Els historiadors no sempre estan d'acord en el lloc originari i la seva casta. Algunes inscripcions diuen que el seu solar originari fou Kakatipur, i per això haurien agafat el nom de Kakatiyes tal com assegura la inscripció de Bayyaram que parla de la història antiga de la dinastia. No obstant el Prataparudra yashobhushanam, escrit per Vidyanatha explica que el significat de "kakati" és Durgasakti; com la família adorava aquesta deïtat foren anomenats kakatiyes.
Una altra possibilitat que narra el Kreedabhiramam escrit per Vallabhamatya, és que la població de Orugallu adorava una deessa local anomenada "Kakati" i "Ekaveera"; un temple de Kakatamma fou localitzat al fort de Orugallu i es suposa que els kakatiyes van agafar el seu nom de la deessa. Diverses inscripcions descriuen als kakatiyes com adoradors de Swayam Bhudeva. A la inscripció de Bayyaram diu que els kakatiyes van servir com caps militars dels raixtrakutes inicialment, participant en els atacs d'aquests als Chalukya de Vengi; utilitzaven un àliga (Garuda) com el seu símbol oficial, marcant el seu estatus de governants subordinats; més tard, quan foren famosos i van fer aliança amb els Chalukya de Kalyani, van emprar un tocino (varaha) com el seu símbol oficial
Els kakatiyes són esmentats com descendents tant de Chandra o Soma (dinastia lunar) com de Surya (dinastia solar); eren kxatriyes i adoradors de Swayam Bhudeva Paadaalu en algunes inscripcions. Les inscripcions de Kanchi, Pakala i Motupalli emeses per Ganipati, la dinastia és descrita com descendent de Surya (vamsa), i també pertanyia a les dinasties Manu, Ikshvaku i Mandhara. Però la inscripció de Vardhamanapura emesa per Malyala Gundaya Senani diu que els kakatiyes eren Sudres. El regnat dels kakatiyes fou descrit com l'edat d'or dels sudrés. Els Kakatiyes inicialment seguien el jainisme però més tard es van convertir al xivaisme.

## Establiment del regne
Els Chalukya de Vengi, que governaven la costa d'Andhra, i els Raixtrakutes, eren enèmics. Els raixtrakutes van dirigir diversos atacs contra els Chalukya. Els Kakatiyes van servir inicialment com a caps militars dels Raixtrakutes; després en van esdevenir governants subordinats dels Chalukya occidentals; finalment es va declarar sobirans independents, van derrotar a petites dinasties locals i van governar com a reis independents tota Telangana.
Venna (Vennama) va ser seguit per tres generacions (Gunda I, II, III). Gunda III (o Gundaraju) va servir Krishna II dels Raixtrakutes, va atacar Vengi (Chalukya orientals) i va morir en batalla a les mans de Irumarti Gundana, fill del rei Chalukya Bhima Vengi. En recompensa pels seus serveis, Krishna II va nomenar a Eriya, fill de Gundana, com a governant de la regió de Koravi (Khammam i Warangal) la queal fou ocupada pels raixtrakutes del Chalukya de Mudigonda, que formaven un estat tampó entre els dos poders.
Beta I o Betaraju va succeir a Eriya (Erra I) com a governant de Koravi però degut al seu govern dèbil els Chalukya de Mudigonda es van recuperar. Després de Betaraju, Gundana IV va esdevenir cap de l'exèrcit dels Raixtrakutes sent anomenat com Kakartya Gundiya. Això coincideix amb la inscripció abans esmentada que parla del cap original com a Gundiya (en realitat Gundana), pare d'Eriya (Erra I), pare al seu torn de Betiya (Beta I o Betaraju) i pare al seu torn de Gundyana (Gundana IV).
Mentres, degut a un conflicte intern, van esclatar lluites al regne de Vengi i el Chalukya Danamava (també esmentat com Danarnava) va combatre i va derrotar el seu germà Amma o Ammaraju II, amb l'ajut del raixtrakuta Krishna III (vers 956) i va pujar al tron. En la batalla entre els dos pretendents, Danamava fou ajudat per les forces manades per Gundiya, cap de l'exèrcit de Krishna III; a canvi d'aquest suport el nou rei de Vengi va cedir la població de Magallu i va emetre una inscripció en el lloc (datada el 956). En la inscripció de Bayyarairi, Gundyana IV és descrit com Pindigunda. Gundyana va tornar a ajudar després a Danamava i va esdevenir governant de la regió de Natavadi. Durant aquest període van esclatar revoltes entre els feudals raixtrakutes i Chalukya de Vengi i el 972 durant el govern de Khottiga Amoghavarsha, el rei Paramara Siyaka Harsha va atacar l'imperi i va saquejar la capital Manyakheta, el que va soscavar seriosament la reputació de l'imperi Raixtrakuta que consegüentment va portar a la seva caiguda. Tailapa II dels Chalukya de Kalyani va restablir la independència de la seva dinastia i va derrotar els raixtrakutes. A Vengi, Jata Choda Bhima (973 – 999) va matar a Danamava i va pujar al tron. Kakartya Gundyana va aprofitar el caos esdevingut i es va declarar independent; va atacar i derrotar els Chalukya de Mudigonda i van recuperar la regió de Koravi (actualment al districte de Warangal) que ja havia estat governada un temps pel seu pare. El Chalukya de Mudigonda, Bottu Betha, va demanar ajut del seu parent llunyà Tailapa II dels Chalukya de Kalyani el qual va marxar contra Kartya Gundyana, amb un exèrcit manat pel seu cap militar Viriyala Errana; Gundana va morir en la lluita. La dinastia kakatiya va estar a punt d'acabar aquí.
El fill de Gundyana, Garuda Bethana, era encara molt jove i els raixtrakutes que fins aleshores els havien protegit havien estat aniquilats i el regne suprimit. Durant aquest temps Kamasani, esposa del cap militar Viriyala Errana (Erra II Narendra) va donar suport a Garuda Bethana (Beta I o Betaraju I) i va demanar a Tailapa II que ajudès al infant. Tailapa va accedir i el va nomenar governant de Hanumakonda (Anumakonda) segons la inscripció de Gudur a la Charitra Siddheswara. Aquest Garuda-Bethana va esdevenir el famós Betaraju I de la història kakatiya. Així mercès a l'ajut de la família Viriyala i de Tailapa II, els kakatiyes van esdevenir governants subordinats dels Chalukya de Kalyani a Anumakonda vers l'any 1000

## Governants
Els primers governants eren feudataris dels Raixtrakutes (les dates dels regnats són desconegudes):
- Venna, Gunda I, Gunda II, Gunda III i Erra.[5]

El següent governant, Gunda IV, és esmentat en la donació de Mangallu del rei Chalukya Oriental Dānārnava el 956. Gunda IV (vers 956–995) va ser seguit per:
- Beta I (vers 976–1051), Prola I (vers 1052–1076), Beta II (vers 1076–1108), Durgaraja (vers 1108–1116) i Prola II (vers 1116–1157).[5]. Aquest governant fou feudatari dels Chalukya Occidentals.

Després van seguir els governants sobirans
- Prataparudra I (1158–1195[5] o 1163–1195), Maha Deva (1195-1199), Ganapati (1199–1262[5] o 1199–1260[8])), Rudrama Devi (1262–1289 o 1261–1295 CE), i Prataparudra II (1289 o 1295–1323). Prataparudra I va establir una dinastia sobirana el 1163.

La dinastia va acabar el 1323 després d'una invasió del sultanat de Delhi.
Els primers governants Kakatiya van utilitzar el títol "Reddi" o "Reddy" (derivat de "Redu," que vol dir "rei" en Telugu). Tanmateix, després que esdevenien sobirans van ser adreçats com "deva" (Senyor o Deïtat) i "devi" (Senyora o Deïtat). Sembla haver-hi un element significatiu de "sanscritització" en aquesta transició.

### Prataparudra I
Segons Sastry, Prataparudra I va regnar al voltant de 1158 a 1195, mentre Sircar dona les dates 1163–1195. Fou també conegut com a Rudra Deva, Kakatiya Rudradeva, Venkata, i Venkataraya . Era el fill de Prola II, qui va fer esforços per afirmar la més gran influència Kakatiya possible en territoris de les parts occidentals del decadent imperi Chalukya Occidental i que va morir en una batalla lliurada contra el governant Gonka II de la dinastia dels Chodes de Velanati al voltant de 1157/1158. Fou durant el regnat de Prataparudra, el 1163, que els Kakatiyes van declarar un final al seu estat com caps feudataris dels Chalukya. És notable que les inscripcions foren en endavant escrites utilitzant el telugu, vernacle dels Kakatiyes, en lloc del kannada que havia prevalgut fins aquell moment.
Maha Deva va succeir a Prataparudra I com a rei, governant probablement de 1195 a 1199.

### Ganapati

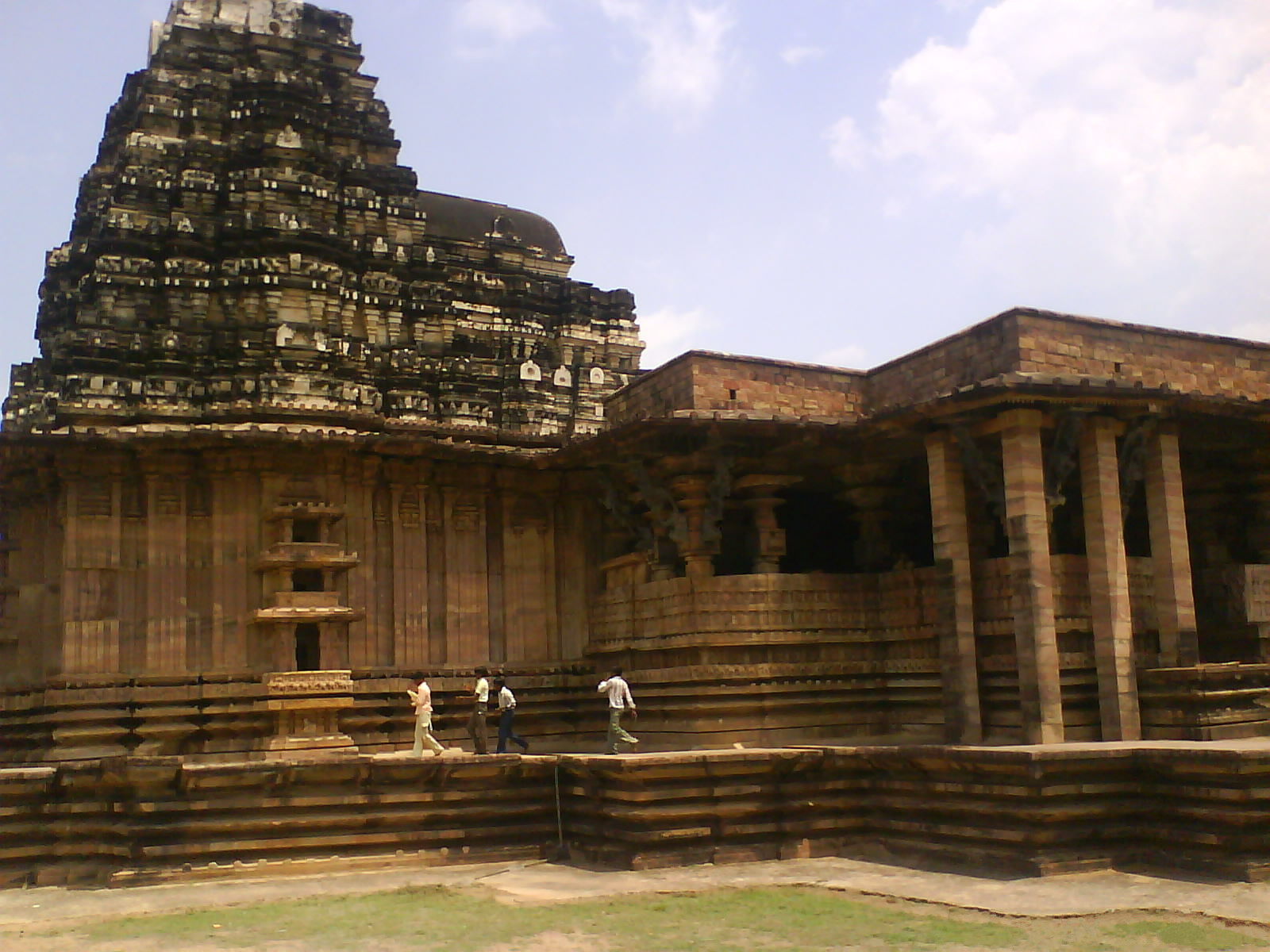
Temple de Ramappa

Després dels Seuna i els Hoysala les dinasties van agafar el control de les àrees lingüísticament relacionades durant el segle xiii, i així ho van fer els Kakatiyes sota el govern de Ganapati. Fou també conegut com a Ganapathi Deva i, segons Sastry, va regnar vers 1199–1262; Sircar dona com a dates les de 1199–1260. Va expandir significativament les terres Kakatiyes durant la dècada de 1230 quan va llançar una sèrie d'atacs a fora de la tradicional regió de la dinastia, la de Telangana, i per això va portar sota control Kakatiya l'àrea de llengua telugu de les terres baixes del delta al voltant dels rius Godavari i Krishna. El resultat en el cas de tot tres dinasties, diu l'historiador Richard Eaton, fou que "van catalitzar processos de formació supralocal d'identitat i construcció de comunitat".
La capital Kakatiya fou a Orugallu, on es va establir el 1195; no va ser oblidada mentre Ganapati va expandir el seu territori. Va organitzar la construcció d'una paret massiva de granit al voltant de la ciutat, completada amb rampes dissenyades per facilitat l'accés a les seves muralles des de dins. Una fossa i els nombrosos baluards també foren construïts.
Ganapati volia millorar l'economia de la dinastia. Va animar als mercaders a comerciar a l'estranger, abolint tots els impostos excepte una taxa fixa i va donar suport als qui van arriscar les seves vides per viatjar per negocis.

### Rudrama Devi

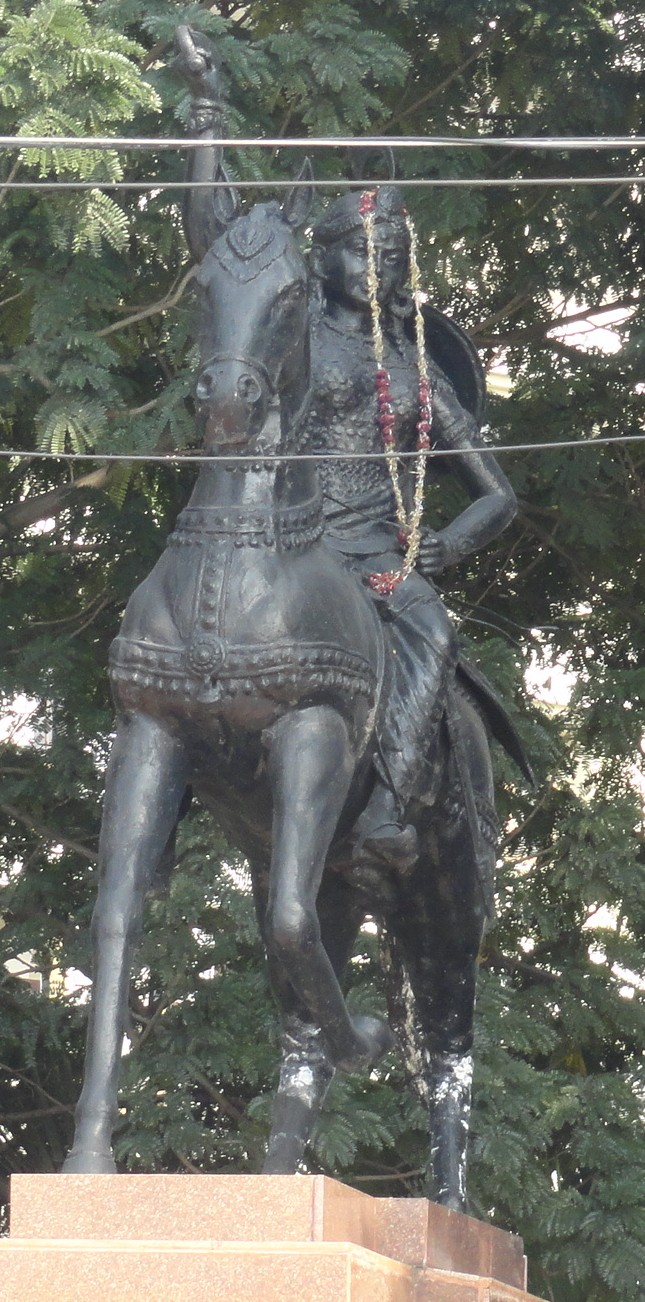
Estàtua de Rudrama Devi.

Rudrama Devi, també conegut com a Rudramadevi, va regnar al voltant de 1262–1289 (dates alternatives: 1261–1295) i és una de les poques reines en la història índia.[6][20] les fonts discrepen considerar si fou la vídua de Ganapati o la seva filla.
Marco Polo, que va visitar Índia probablement algun temps al voltant de 1289–1293, va assenyalar el govern de Rudrama Devi en termes afalagadors.[22] Va continuar la fortificació de la capital, aixecant l'altura de la muralla de Ganapati així com afegint una segona miralla de fang de 2,4 km de diàmetre i amb un fossa addicional de 46 metres d'ample.
Rudrama es va casar amb Virabhadra, un príncep Txalikia Oriental de Nidadavolu que havia estat seleccionat per aquest propòsit pel seu pare. Com que no tenia cap fill com a hereu, Rudrama va abdicar a favor del seu net quan va esdevenir evident que l'expansionista sultà Alauddin Muhàmmad Xah I Khalji aspirava al Deccan i podria atacar als Kakatiyes.

### Prataparudra II
La biografia més antiga del successor de Rudrama Devi, Prataparudra II, és el Prataparudra Caritramu, datant del segle xvi. El seu regnat va començar el 1289 (data alternativa: 1295) i va acabar amb la caiguda de la dinastia el 1323. És descrit per Eaton com el "primer capítol en una història més gran" que va veure canviar les entitats polítiques del Dècan de regnes regionals a sultanats transregionals que van sobreviure fins a l'arribada de la Companyia Britànica de les Índies Orientals al segle xviii.

## Caiguda de la dinastia
La conquesta del Dècan pel sultanat de Delhi va començar el 1296 quan Alauddin Khalji va assaltar i saquejar Devagiri. Més tard en aquell any, va assassinar el seu oncle, el sultà Jalaluddin, i va esdevenir sultà al seu lloc.

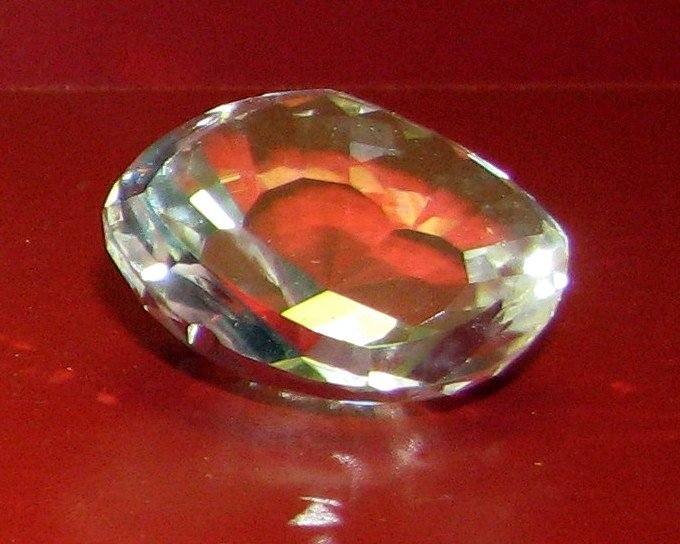
Un replica del diamant Koh-i-Noor. El diamant era al principi posseït per la dinastia Kakatiya.

El regne Kakatiya va atreure l'atenció de Alauddin a causa de la possibilitat de saquejar. La primera incursió al regne telugu va ser el 1303 i fou un desastre a causa de la resistència de l'exèrcit Kakatiya en la batalla lliurada a Upparapalli. El 1309 Alauddin va enviar un general, Malik Kafur, en un intent de forçar a Prataparudra a l'acceptació d'una posició subordina al sultanat de Delhi. Kafur va organitzar un llarg setge a Orugallu (un mes) que va acabar amb èxit el febrer 1310. Prataparudra va ser forçat a fer diversos actes simbòlics de obediència dissenyats per demostrar la seva nova posició com a subordinat però, tal com preveia Alauddin, no va ser apartat com a governant de l'àrea sinó forçat a pagar tribut anual a Delhi. Fou probablement llavors que el diamant Koh-i-Noor (el més gran del món) va passar dels Kakatiyes a Alauddin, juntament amb 20.000 cavalls i 100 elefants.
El 1311, Prataparudra va formar part de les forces del sultanat que van atacar l'imperi Pandyan al sud, i va aprofitar la situació per sotmetre a alguns dels seus vassalls a Nellore que havien vist el seu estat de vassallatge com una oportunitat per a la independència. Més tard, el 1318, no va pagar el tribut anual a Delhi, al·legant que el perill potencial de ser atacat en el viatge, ho feia impossible. Alauddin va respondre amb l'enviament d'un altre dels seus generals, Khusraw Khan, contra Orugallu amb una força que incloïa tecnologia anteriorment desconeguda a l'àrea, incloent una mena de trabuquets de setge. Prataparudra un cop més va haver de sotmetre's i en aquest ocasió el sultanat va exigir un sotmetiment públic que va incloure una inclinació cap a Delhi des de les muralles de Orugallu. La quantitat del seu tribut anual va ser canviada, esdevenint 100 elefants i 12.000 cavalls.
Els nous arranjaments no van durar molt de temps. Aprofitant una revolució a Delhi que va posar fi a la dinastia Khalji i va instal·lar com a sultà a Ghiyasuddin Tughlaq, Prataparudra un altre cop va afirmar la seva independència el 1320. Tughlaq Va enviar el seu fill, Ulugh Khan, per derrotar el desafiant rei Kakatiya el 1321. L'exèrcit d'Ulugh Khan va ser esberlat amb dissensions internes a causa de les seves faccions favorables als Khalji i als Tughluq. Això va causar que el setge en aquesta ocasió va durar molt més — sis mesos, més que unes poques setmanes com anteriorment. Els atacants foren inicialment rebutjats i Ulugh Khan van haver de retrocedir per reagrupar-se a Devagiri. Prataparudra va celebrar la victòria aparent obrint els magatzems de gra al públic per les festes. Ulugh Khan va retornar el 1323 amb el seu exèrcit reforçat; amb pocs subministraments, Prataparudra va ser forçat a sotmetre's després d'un setge de cinc mesos. El poc preparat i mal equipat exèrcit d'Orugallu fou finalment derrotat, i Orugallu ocupada i rebatejada com Sultanpur. Sembla probable, per la combinació de diversos relats contemporanis i relats no gaire llunyans en el temps, que Prataparudra va cometre suïcidi prop del riu Narmada mentre era portat com a presoner a Delhi.

## Seqüeles

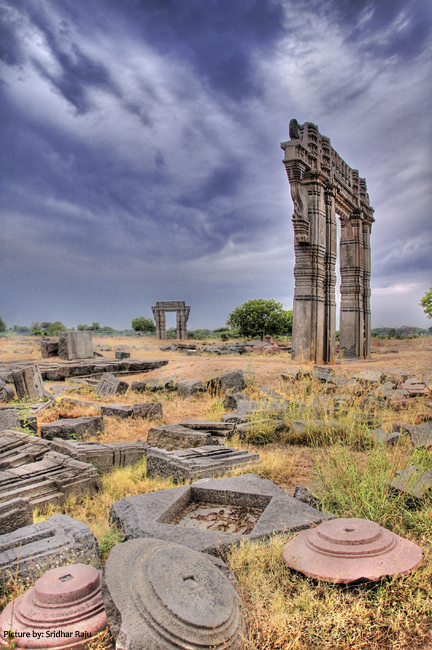
Ruïnes del Kakatiya Kala Thoranam (Porta de Warangal).

El control dels Tughlúquides a l'àrea va durar només al voltant d'una dècada. La caiguda de la dinastia Kakatiya va resultar en un desordre polític i cultural a causa de la resistència al sultanat i dissensions internes en aquest. L'estructura de l'entitat Kakatiya es va desintegrar i les seves terres aviat van caure sota el control de nombroses famílies o comunitats com els Reddy i els Velames. Vers el 1330, els nayaks de Musunuri que van servir com caps de l'exèrcit Kakatiya van unir el diversos clans Telugu i van recuperar Warangal de mans del sultanat de Delhi i van governar per mig un segle. Estant envoltats per estats més significatius, al segle xv aquestes noves entitats van haver de cedir davant el sultanat Bahmànida i la dinastia Sangama, i aquesta última va evolucionar per esdevenir l'imperi de Vijayanagar.

Un germà de Prataparudra II, Annamaraja, ha estat associat amb el govern del que finalment esdevingué el principat de Bastar durant el Raj britànic. Això sembla probablement un revisionisme històric, datant d'una genealogia publicada per la família governant de Bastar el 1703, perquè enregistra només vuit generacions que abraçaven gairebé quatre segles de govern. Tal revisionisme i dèbils reclamacions de connexions amb els Kakatiyes no van ser infreqüents perquè va ser percebut com a legitimador del dret de governar i un estatus de guerrer. Talbot assenyala que hi ha un rècord d'un germà anomenat Annamadeva i diu:
| « | Es diu que va sortir d'Orugallu cap al nord-est després de situar al fill de Pataparudra com a rei. Així el fundador de la fortuna de la família a Bastar podria haver estat un guerrer telegu de Telangana familiaritzat amb les prèvies llegendes sobre els Kakatiyes. | » |

Segons Talbot i Eaton, una interpretació revisionista de Prataparudra II va aparèixer molt més aviat, només uns quants anys després de la seva mort, i per (en termes generals) raons similars. Una inscripció a la pedra datada el 1330 esmenta un Prolaya Nayaka, qui es diu que va restaurar l'ordre com en els dies de Prataparudra. Es va presentar com a successor legítim de Prataparudra, declarant a aquest i a ell mateix com monarques legítims, mentre va reconstruir la vida i carrera de Prataparudra de manera favorable. Pel 1420, els governants musulmans havien esdevingut acomodats a la societat del Dècan, i fortes dicotomies entre hindús i musulmans ja no existien. Els governants musulmans ja no eren concebuts com a diametralment oposats a la figura de Prataparudra, sinó governants amb igual estatus.
Aquest tipus de revisionisme, el qual Talbot descriu com "memòries socials" i que persisteixen al dia d'avui, va reaparèixer en el segle xvi amb l'hagiografia Prataparudra Caritramu, un panegíric de Patraparudra que reclamava que fou el fundador de la classe padmanayaka de guerrers telugu i va proporcionar l'elit de l'imperi de Vijayanagar amb el que Talbot ha descrit com a "carta de legitimitat". Aquesta obra reclama, contra tota evidència raonable, que el rei no va morir després de ser agafat presoner i en comptes d'això es va trobar amb el sultà, va ser reconegut com un avatar de Xiva, i se li va permetre retornar a Orugallu. Una vegada altre cop a casa, el Prataparudra Caritramu diu que va alliberar els padmanayakas del seu jurament de fidelitat cap a ell i els va deixar esdevenir reis independents. L'obra també reclama que Vijayanagar fou un aliat de Prataparudra, cosa que és clarament anacrònica però va servir al propòsit d'elevar l'actuació dels padmanayakas, que van reclamar ser subordinats de Vijayanagara durant el seu temps.

## Reis
- Venna
- Gunda I
- Gunda II
- Gunda III
- Erra ?-956
- Gunda IV (vers 956–976)
- Beta I o Betaraja I (vers 976–1051)
- Prola I o Prolaraja I (vers 1052–1076)
- Beta II o Betaraja II (vers 1076–1108)
- Durgaraja (vers 1108–1116)
- Prola II o Prolaraja II (vers 1116–1157)
- Pratapa Rudra I (1158–1195 o 1163–1195)
- Maha Deva (1195-1199)
- Ganapati (1199–1262 o 1199–1260
- Rudrama Devi (1262–1289 o 1261–1295)
- Pratapa Rudra II (1289 o 1295–1323).